# Karl Gutschmidt
Karl Gutschmidt (* 12. September 1937 in Fehrbellin, Kreis Osthavelland; † 1. März 2012 in Berlin) war ein deutscher Slawist.

## Leben
Karl Gutschmidt besuchte in Nauen das Gymnasium. Nach dem Abitur studierte er von 1955 bis 1960 Slawistik an der Humboldt-Universität in Berlin und belegte währenddessen in den Jahren 1957/1958 ein Auslandsstudium an der Universität Sofia. Von 1960 bis 1968 war er wissenschaftlicher Assistent am Slawischen Institut der Humboldt-Universität, wo er 1966 promoviert wurde. 1976 habilitierte er sich. Seit 1968 war er wissenschaftlicher Oberassistent, seit 1982 ordentlicher Professor für vergleichende slawische Sprachwissenschaft an der Humboldt-Universität. Von 1991 bis 1995 vertrat er an der Universität Hamburg die Professur für slawische Sprachwissenschaft. Im Jahr 1995 nahm er einen Ruf an die Technische Universität Dresden an, wo er bis zu seiner Pensionierung im Jahr 2002 den Lehrstuhl für Slawische Sprachgeschichte und Sprachwissenschaft innehatte.
Gutschmidt, der „eine große Kompetenz in nahezu allen Slawinen und darüber hinaus im Neugriechischen, Albanischen und Rumänischen“ vereinte, hegte ein besonderes Interesse für das Belarussische und das Bulgarische. Ihm verliehen die bulgarischen Universitäten Sofia (1998) und Plowdiw (1999) die Ehrendoktorwürde.
Er war Mitherausgeber der Reihe Bausteine zur Slavischen Philologie und Kulturgeschichte sowie der Zeitschrift für Slawistik.

## Schriften
- Studien zum Wortschatz der frühen bulgarischen Übersetzungsprosa. Berlin. 1966. (Dissertationsschrift)
- Studien zur Geschichte slawischer nationaler Literatursprachen. Berlin. 1976. (Habilitationsschrift)